# Grands Prix automobiles de la saison 1909
1908 1910
La saison de Grands Prix automobiles 1909 est la quatrième saison de Grand Prix de l'histoire du sport automobile. Elle ne comportait aucune Grande Épreuve.

## Grands Prix de la saison
| Grand Prix                    | Circuit             | Date         | Pilote vainqueur          | Constructeur vainqueur | Résultats |
| ----------------------------- | ------------------- | ------------ | ------------------------- | ---------------------- | --------- |
| Corsa Vetturette Madonie      | Madonies            | 26 avril     | Jules Goux                | Lion-Peugeot           | Résumé    |
| Targa Florio                  | Madonies            | 2 mai        | Francesco Ciuppa          | SPA                    | Résumé    |
| Coupe de Catalogne            | Baix Penedès        | 20 mai       | Jules Goux                | Lion-Peugeot           | Résumé    |
| Wemme Cup                     | Portland            | 12 juin      | Bert Dingley              | Chalmers-Detroit       | Résumé    |
| Cobe Trophy                   | Crown Point         | 19 juin      | Louis Chevrolet           | Buick                  |           |
| Coupe des Voiturettes         | Boulogne-sur-Mer    | 20 juin      | Giosuè Giuppone           | Lion-Peugeot           | Résumé    |
| Circuito Siciliano Vetturette | Palerme             | 1er juillet  | Vincenzo Florio           | De Dion-Bouton         | Résumé    |
| Denver Trophy                 | Denver              | 5 juillet    | Eaton McMillan            |                        |           |
| Shelter Trophy                | Santa Monica        | 10 juillet   | Bert Dingley              | Chalmers-Detroit       |           |
| Dick Ferris Trophy            | Santa Monica        | 10 juillet   | Harris Hanshue            | Apperson               | Résumé    |
| Prest-O-Lite Trophy           | Indianapolis        | 19 août      | Bob Burman                | Buick                  |           |
| G & J Trophy                  | Indianapolis        | 20 août      | Lewis Strang              | Buick                  |           |
| Wheeler-Schebler Trophy       | Indianapolis        | 21 août      | Leigh Lynch               | Jackson                |           |
| Coupe de Normandie            | Caen                | 29 août      | Georges Boillot           | Lion-Peugeot           | Résumé    |
| Coupe d’Ostende               | Ostende             | 14 septembre | Giosuè Giuppone           | Lion-Peugeot           | Résumé    |
| Riverhead                     | Riverhead           | 29 septembre | Ralph DePalma             |                        |           |
| Philadelphia Race             | Fairmount Park      | 9 octobre    | George Robertson          | Simplex                |           |
| Portola Road Race             | San Leandro         | 23 octobre   | Jack Fleming              | Pope                   |           |
| Coupe Vanderbilt              | Long Island         | 30 octobre   | Harry Grant               | Locomotive             | Résumé    |
| Cactus Derby                  | Los Angeles-Phoenix | 6 novembre   | Joe Nikrent Louis Nikrent | Buick                  |           |

- N.B : en italique, les courses de voiturettes